# Arquidiocese de Onitsha
A Arquidiocese de Onitsha (Archidiœcesis Onitshana) é uma circunscrição eclesiástica da Igreja Católica situada em Onitsha, Nigéria. Seu atual arcebispo é Valerian Maduka Okeke. Sua Sé é a Catedral Basílica da Santíssima Trindade de Onitsha.
Possui 183 paróquias servidas por 513 padres, abrangendo uma população de 3 142 460 habitantes, com 68,2% da dessa população jurisdicionada batizada (2 141 900 católicos).

## História
A prefeitura apostólica do Níger Inferior foi erigida em 25 de julho de 1889, recebendo o território do vicariato apostólico das Duas Guinés (atual arquidiocese de Libreville).
Em 16 de abril de 1920 por força do breve Quæ catholico do Papa Bento XV a prefeitura apostólica foi elevada a vicariato apostólico da Nigéria Meridional.
Em 9 de julho de 1934 em virtude da bula Ad enascentis do Papa Pio XI cedeu algumas partes de território em proveito da ereção das prefeituras apostólicas de Benue (hoje diocese de Makurdi) e de Calabar (atualmente arquidiocese), e nesse momento assume o nome de vicariato apostólico de Onitsha-Owerri.
Em 12 de abril de 1948 o vicariato foi subdividido nos vicariatos apostólicos de Onitsha e de Owerri (hoje uma arquidiocese). Dois anos depois, em 18 de abril, o vicariato apostólico foi elevado à dignidade de arquidiocese metropolitana com a bula Læto accepimus do Papa Pio XII.
Recebeu a visita pastoral do Papa João Paulo II duas vezes, em 13 de fevereiro de 1982 e em 22 de março de 1998.

## Prelados
|                     | Nome                                  | Período    | Notas                       |
| Arcebispos          | Arcebispos                            | Arcebispos | Arcebispos                  |
| ------------------- | ------------------------------------- | ---------- | --------------------------- |
| 5º                  | Valerian Maduka Okeke                 | 2003-      | Atual                       |
| 4º                  | Albert Kanene Obiefuna †              | 1995-2003  |                             |
| 3º                  | Stephen Nweke Ezeanya †               | 1985-1995  |                             |
| 2º                  | Francis Arinze                        | 1967-1985  |                             |
| 1º                  | Charles Heerey, C.S.Sp. †             | 1950-1967  |                             |
| Arcebispo coadjutor |                                       |            |                             |
|                     | Valerian Maduka Okeke                 | 2001-2003  |                             |
|                     | Albert Kanene Obiefuna                | 1994-1995  |                             |
| Bispo auxiliar      |                                       |            |                             |
|                     | Emmanuel Otteh                        | 1990-1996  | Nomeado Bispo de Issele-Uku |
|                     | John of the Cross Anyogu              | 1957-1962  | Nomeado Bispo de Enugu      |
| Bispo               |                                       |            |                             |
| 6º                  | Charles Heerey, C.S.Sp. †             | 1931-1950  |                             |
| 5º                  | Joseph (Ignatius) Shanahan, C.S.Sp. † | 1905-1931  |                             |
| 4º                  | Léon-Alexander Lejeune, C.S.Sp. †     | 1900-1905  |                             |
| 3º                  | René-Alexis Pawlas, C.S.Sp. †         | 1898-1900  |                             |
| 2º                  | Joseph-Marie Reling, C.S.Sp. †        | 1896-1898  |                             |
| 1º                  | Joseph Émile Lutz, C.S.Sp. †          | 1889-1895  |                             |
| Bispo coadjutor     |                                       |            |                             |
|                     | Francis Arinze                        | 1965-1967  | Elevado a Arcebispo         |
|                     | Charles Heerey, C.S.Sp.               | 1927-1931  |                             |